# Passerelle Debilly
La passerelle Debilly [dəbili] est un pont pour piétons et vélos situé à Paris et traversant la Seine.

## Situation et accès
La passerelle Debilly joint l'avenue de New-York à l'esplanade David-Ben-Gourion, au quai Jacques-Chirac et au quai Branly, reliant ainsi le 16e au 7e arrondissement.
Ce site est desservi par la station de métro Iéna.

## Origine du nom
Elle porte le nom du général de brigade Jean Louis Debilly (1763-1806), tué à la bataille d'Auerstaedt.

## Historique

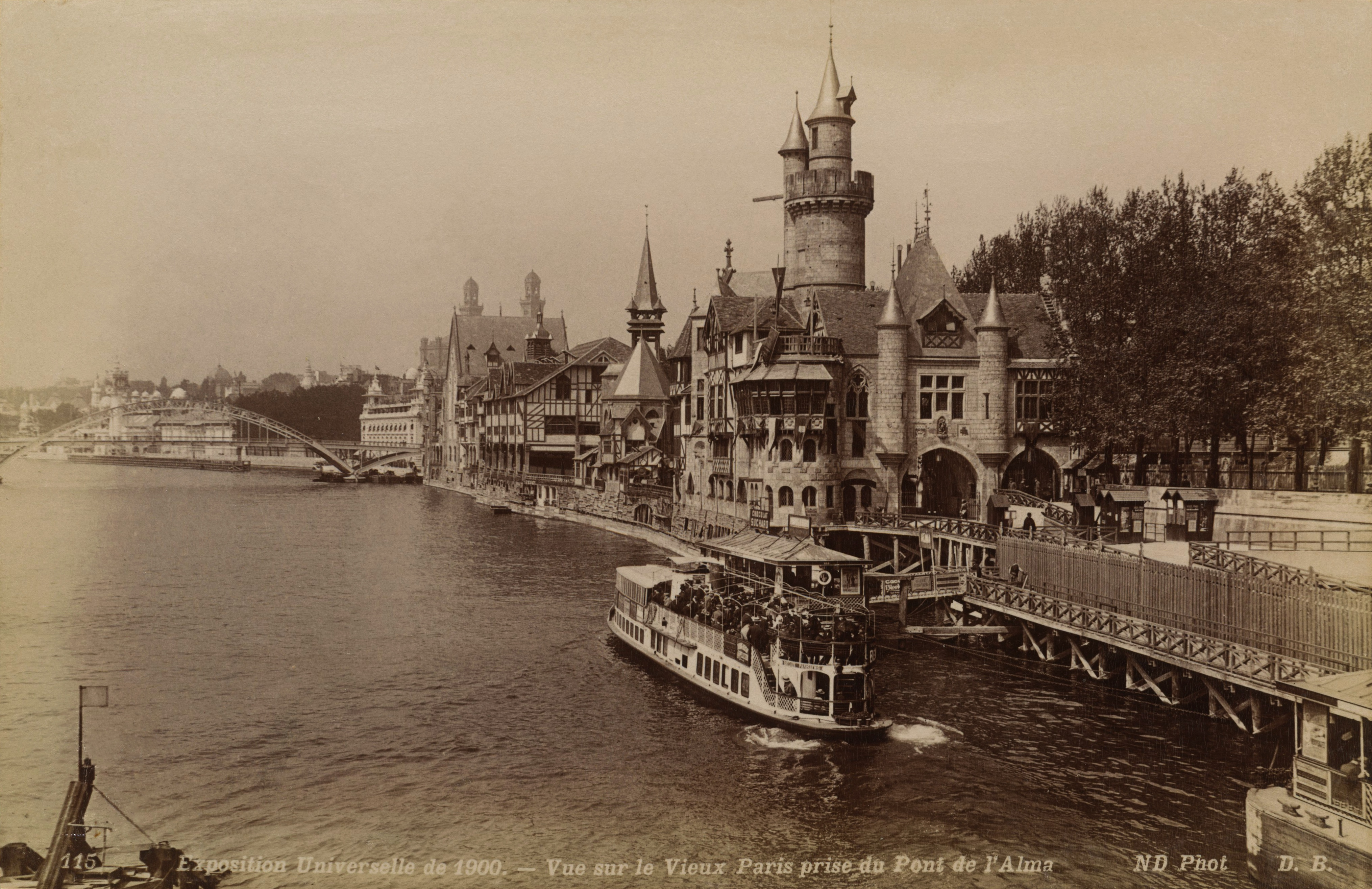
La passerelle, à gauche, lors de l'exposition universelle de 1900, alors que l'avenue de New-York accueille une reconstitution du « Vieux Paris ».

Construite au début du XXe siècle, elle fait l’objet d’une inscription au titre des monuments historiques depuis le 18 avril 1966.
C'est le commissaire général de l'Exposition universelle de 1900, Alfred Picard, qui décide le 26 octobre 1898 de construire une passerelle provisoire afin de permettre la circulation des visiteurs. Sa construction en fait une contemporaine du pont Alexandre-III (du même architecte Jean Résal assisté d'Amédée Alby et du même fabricant Daydé et Pillé) et du viaduc d'Austerlitz.
D'abord appelée « passerelle de l'Exposition militaire », puis « passerelle de Magdebourg » et « passerelle de Billy », du nom de Jean-Louis Debilly, un général du Premier Empire mort à la bataille d'Auerstaedt en 1806, elle gardera le nom « passerelle Debilly » après avoir été légèrement déplacée en 1906 pour devenir permanente et propriété de la Ville de Paris. Entre l’avenue de New-York (qui a porté le nom de « quai Debilly » jusqu’en 1918) et la Seine, en direction de l'aval se trouve aussi le port Debilly.
La passerelle est construite sur une charpente métallique reposant sur des piles en maçonnerie près des berges, décorées avec des carreaux de céramiques Gentil & Bourdet vert foncé suggérant des ondulations. C'est avec la tour Eiffel un deuxième ouvrage métallique initialement provisoire à être resté témoigner de son époque. Pourtant, en 1941 l'ouvrage était encore menacé de disparaître après que le président de la Société des architectes l'a qualifiée d’« accessoire oublié d’une fête passée ». La passerelle a été finalement inscrite en 1966.
Repeinte en 1991, son revêtement a été restauré en 1997 avec des bois tropicaux.
Le 4 janvier 1988 on retrouve sur cette passerelle le corps d'un employé de l'ambassade de la République fédérale d'Allemagne, chargé de la délivrance des visas, où il a été abattu d'une balle dans la poitrine, possiblement en lien avec le nationalisme kurde,.
Lors de la cérémonie d'ouverture des Jeux olympiques d'été de 2024, le pont est le lieu d'une performance de drag queens sur le thème du Festin des dieux, où certains téléspectateurs ont cru reconnaître La Cène. Le 30 octobre 2024, en réaction à 250 catholiques qui s’étaient réunis sur cette même passerelle pour « réparer le blasphème » commis, à leurs yeux, lors de la cérémonie d’ouverture des Jeux olympiques de Paris 2024, le collectif militant des Inverti.e.s y organise une « cérémonie de ré-homosexualisation » du pont.

## Bâtiments remarquables et lieux de mémoire
C'est depuis cette passerelle que les deux protagonistes du film La Fille sur le pont (1999) se rencontrent. Le film débute par le personnage d'Adèle interprété par Vanessa Paradis qui passe la rambarde de la passerelle dans l'intention de se jeter ensuite dans l'eau.
La passerelle est utilisée comme lieu de rendez-vous dans Femme fatale (2002) de Brian De Palma.
Dans le film Innocents: The Dreamers (The Dreamers) de Bernardo Bertolucci sorti en 2003, c’est sur la passerelle Debilly que la sœur (Eva Green) évoque Jean Seberg vendant le New York Herald Tribune sur les Champs-Élysées dans le film À bout de souffle de Jean-Luc Godard, sorti en 1960.
Les rappeurs Nekfeu et Alpha Wann du groupe de rap français 1995 y ont tourné une partie de leur clip Monsieur Sable en 2011. La chanteuse Jenifer y a également tourné son clip L'Amour fou l'année suivante.
Une scène d'amour du film Les Tuche 3 (2018) y est aussi tournée.
Une scène de l'épisode 5 de la saison 4 de la série télévisée Dix pour cent (2020) est tournée sur la place.
Elle fait partie du circuit traditionnel du tourisme parisien international, point central du cheminement piétonnier entre la place Diana et la tour Eiffel.

## Galerie

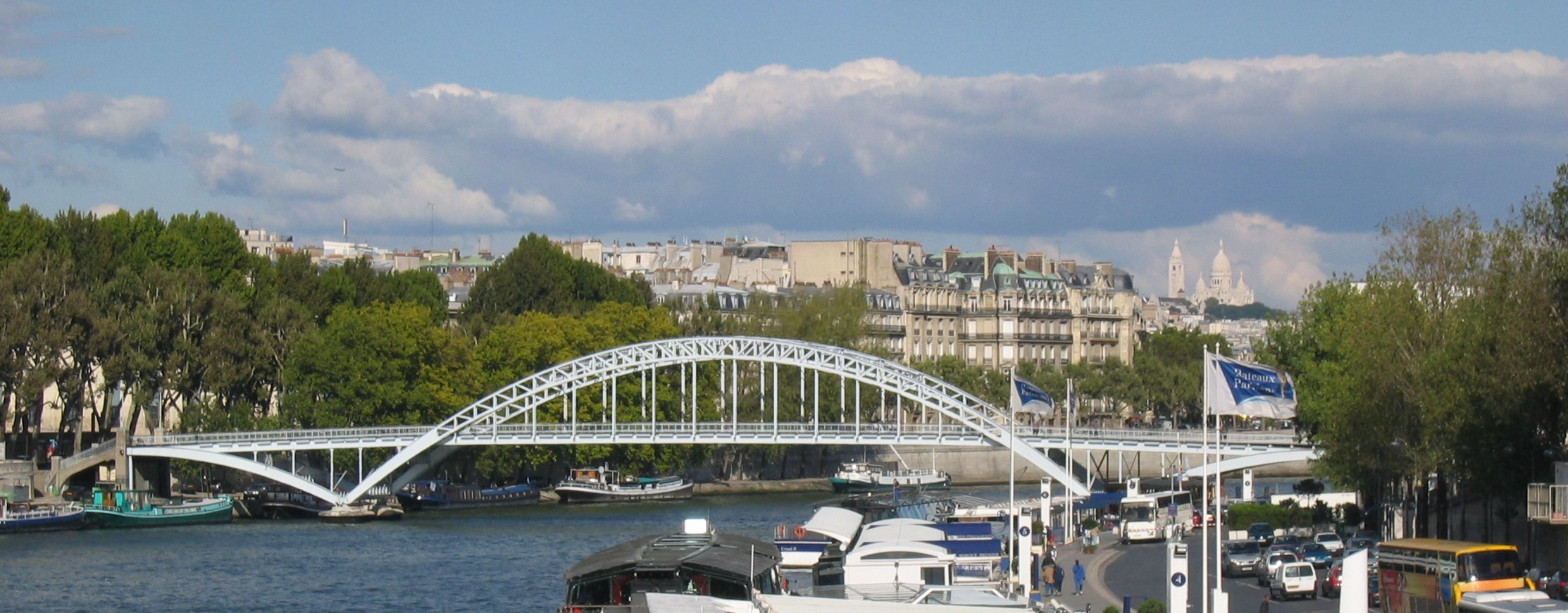
La passerelle, de jour, avec le Sacré-Cœur au fond.
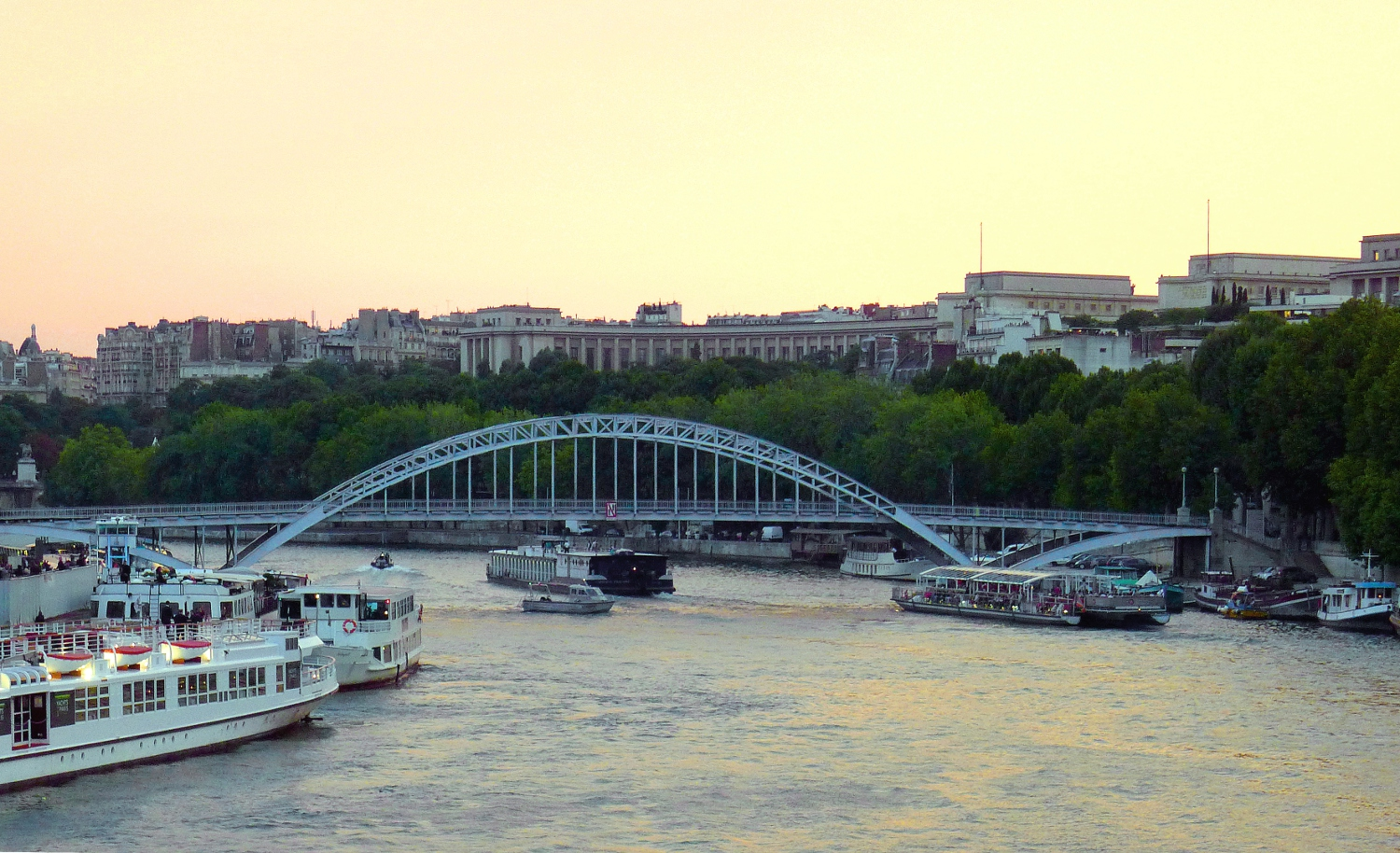
La passerelle le soir, avec le Trocadéro (arbres des jardins du Trocadéro et palais de Chaillot) au fond.
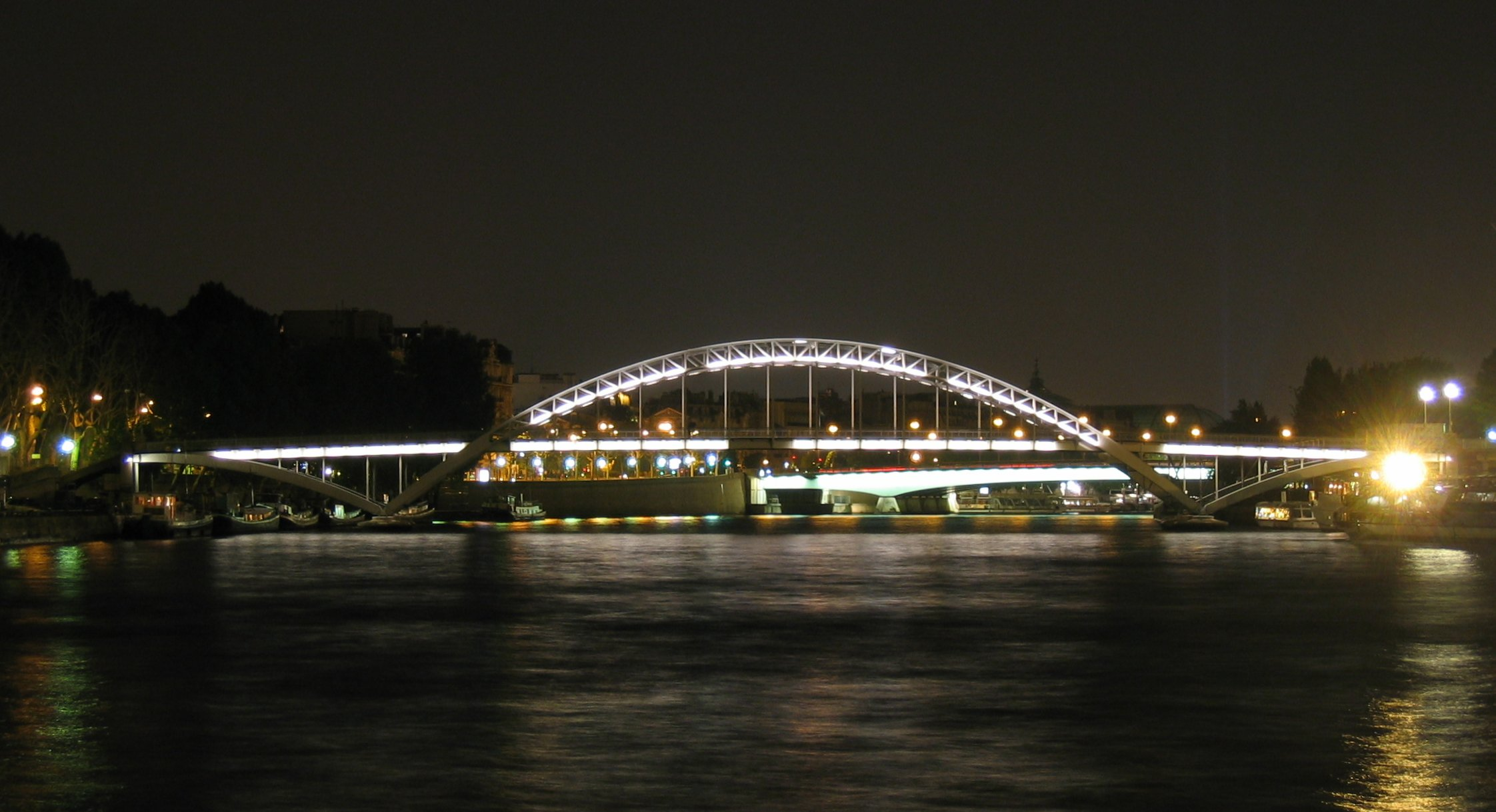
Passerelle Debilly de nuit.
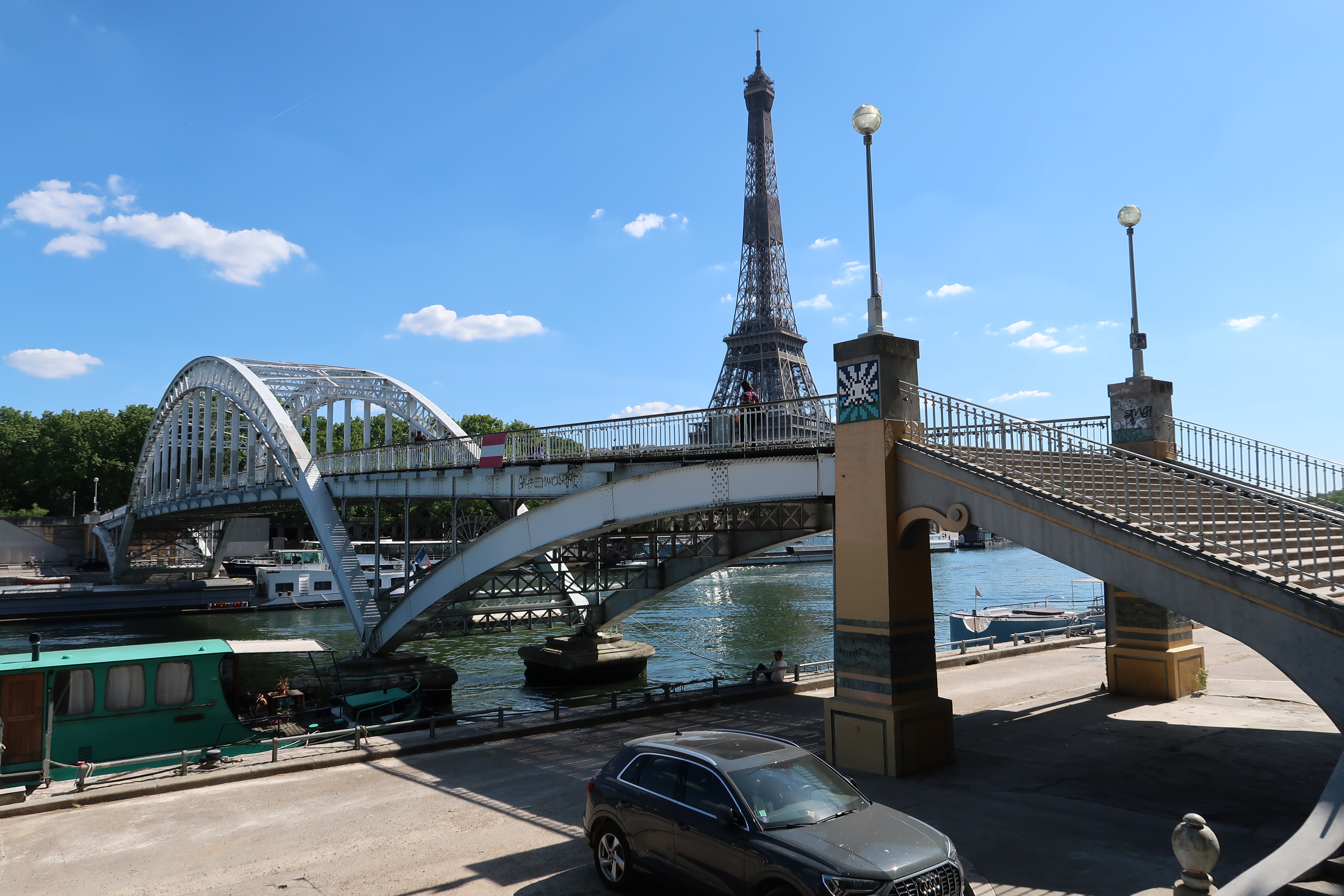
Port Debilly, passerelle Debilly et tour Eiffel.